# 鉄神ガンライザーNEO
鉄神ガンライザーNEO（てつじんガンライザーネオ）は、テレビ岩手の『らどんぱ!』内にて毎週日曜7:00 - 7:28に放送（水曜日15:55 - 16:23に再放送）されていた特撮番組及び、岩手県内で展開されているローカルヒーローである。
「鉄神ガンライザーシーズン3」の続編として岩手出身の映画監督・及川拓郎監督のもと制作された。
NEOは2014年7月、NEO２は2015年8月にスタートした。この続編は2016年7月から放送の鉄神ガンライザーヒーローズ。NEOシリーズと同じく及川拓郎監督が制作の続編としては2017年10月からスタートの鉄神ガンライザー零がある。2019年10月にはNEOサーガがスタートした。
※詳細については鉄神ガンライザー シリーズの項を参照。

## 概要
東日本大震災後に誕生しシーズン3まで番組が製作された「鉄神ガンライザー シリーズ」の新ヒーローである。
前作までの設定やキャラクターを活かしつつ、岩手出身の俳優、鈴木裕樹や片桐仁などメインキャストやキャラクター造形を一新した形で2014年7月13日に放送がスタートした。
2015年8月9日より「鉄神ガンライザーNEO 2」として再度スタート。新たに岩手出身の俳優、小松彩夏や戸塚純貴も出演。2019年10月からはNEOシリーズとしては３作目となる「鉄神ガンライザーNEOサーガ」が製作された。
テレビ番組での露出の他、雑誌や新聞でも取り上げられ、岩手県内各地では握手会やキャラクターショーが行われている。

## あらすじ
NEO（1期）
鉄神ガンライザーによって倒されたはずの羅刹王ヒデージャが若返って復活！不来方ジョーがガンライザーに変身して戦うも破れ、石にされてしまう。唯一、逃げ延びた姫神結は鬼の血をひく青年、日高見アラタを探し出し、ジョーのお守りで変身するよう懇願する。アラタは戸惑いつつも、お守りを天にかざして鉄神ガンライザーNEOに変身！羅刹王ヒデージャと戦う道を選ぶ。
NEO 2（2期）
日高神社で羅刹王ヒデージャを破ってから1年。アラタは地元のスーパーで働き、兄のスグルと共に平穏な日々を送っていた。そんなある日、日高見家に謎の女・ナナが現れ、一緒に岩手を救って欲しいとスグルに懇願する。一方、アラタの前には黒いコートを着た男・時雨が立ちはだかり、黒いお守りを天に掲げてガンライザーZEROに変身！アラタに襲いかかる。アラタも再びガンライザーNEOに変身し、ガンライザー同志の壮絶な戦いが始まる。
NEOサーガ（3期）
アラタは南部鉄器職人となり、妻の小夜と幸せな結婚生活を送っていた。そんな折、岩手の裏側に封印したゴシャーグが復活。石神桜花はアラタに再びガンライザーNEOに変身して戦うよう懇願する。アラタは再び立ち上がり、ゴシャーグと対決する。

## 登場人物
[]内は出演シーズン。ない場合は[NEO][NEO 2][NEO サーガ]全てに出演。
日高見アラタ（ひたかみ-）/鉄神ガンライザーNEO(ネオ)
演-鈴木裕樹
元会社員で今は失業保険で暮らす青年。兄のスグルが継ぐ南部鉄器の工房に居候している。2ではスーパーマーケットの契約社員になったが辞職。
ある日、南部鉄瓶の配達中に日高神社で姫神結と出会い、豪鉄お守りの力で鉄神ガンライザーNEOに変身する。
1期の最終話でヒーロー引退を宣言するが2期で再び変身するようになった。3期では小夜と結婚し南部鉄器職人となった。
姫神結（ひめかみゆい）/鬼羅結（きらゆい）
演-加村真美
不来方ジョーの幼馴染で岩鷲大学の4年生。羅刹王ヒデージャが支配する異世界から唯一逃げ延び、ガンライザーに変身出来る血を引くアラタを探し出す。
姫神家の末裔で封印の呪文を唱えることが出来るが、羅刹王ヒデージャには効き目がなかった。
「鉄神ガンライザー零」ではヒデージャと結婚したことが明かされた。
日高見スグル（ひたかみ-）/鉄神ガンライザーANI(アニ)
演-片桐仁
アラタの兄で南部鉄器の職人。鉄神ガンライザーNEOの剣「新・南部ソード」や「ＳＬギャラクシーガン」を製作した。
武器に「日高見鉄器工房」のタグをつけるなど、商売人として売り込むことを忘れない。
アラタ同様、鬼の血を引くことからガンライザーANIに変身出来るが、戦闘力は低かった。
3期では南部鉄器職人を辞め、放浪の旅に出ている。男のロマンを好み、美女との結婚に憧れる独身。
宮沢露伴（みやざわろはん）
演-松尾英太郎
民俗学を研究する岩鷲(がんじゅ)大学の教授。焼石岳（やけいしがく）のネット仲間で一風変わった性格を持つ。
中盤以降は羅刹王ヒデージャに操られ、グズメ鬼マヨイガーとしてアラタたちの前に立ちはだかった。
2期では正常な精神を保ったままマヨイガーに変身出来るようになった。
日高見岩洞（ひたかみがんどう）[NEO 2][NEO サーガ]
演-須賀貴匡
スグルとアラタの父。南部鉄器職人だがガンライザーとして戦っていた。2015年からタイムワープしてきたスグルを鍛える。3期ではゴシャーグに肉体を奪われた。
開運橋キリコ（かいうんばし-）　[NEO]
演-世梨亜
5きげんテレビのリポーター。鉄神ガンライザーNEOの正体を探るためにアラタにつきまとう。
鬼羅宗嗣（きらむねつぐ）/羅刹王ヒデージャ　[NEO][NEO 2]
演-唐橋充
鬼羅カンパニーの社長で羅刹王ヒデージャの人間界の姿。鬼ともののけが支配する世界を取り戻そうとしている。
鳳音寺冴子（ほうおんじさえこ）/ツエージャ　[NEO]
演-上野なつひ
鬼羅カンパニーの社長秘書で鳥のもののけ・ツエージャの人間界の姿。式神を操りガンライザーNEOを攻撃する。
ナナ/リアスマリン[NEO 2]
演-小松彩夏
アラタを守るために未来からやってきた。時雨は弟。
時雨（しぐれ）/ガンライザーZERO[NEO 2]
演-戸塚純貴
当初はアラタを殺害するために未来からやってきたが次第に和解する。
日高見小夜（さや）［ＮＥＯサーガ
演-小松彩夏
アラタの妻。アラタの子どもを妊娠している。
厳しい家庭に育ち、テレビ視聴は「５きげんテレビ」のみに制限されていた。ナナと顔が似ている（露伴も言及している）が別人である。

### 返信するキャラクター
鉄神ガンライザーNEO（てつじんガンライザーネオ）
製鉄の神である、たたら神の化身。左胸にはさんさ踊りの太鼓のマークがあり、右胸には「岩」の文字、肩には南部鉄瓶がのっている。
日高見アラタがお守りを天にかざし、「豪鉄(ごうてつ)！」と叫ぶことで憑依する。
「新・南部ソード」や「SLギャラクシーガン」といった武器を持つ。
鉄神ガンライザーANI（てつじんガンライザーアニ）
アラタの兄・スグルがお守りで変身した姿。首から上はなぜか人間態のままで戦闘力も低い。
日高見鉄器工房
「南部鉄瓶アタック」や「南部風鈴2013年売れ残り」などの技を繰り出す。
鉄神ガンライザーSAKURA（てつじんガンライザーサクラ）
石神桜花が人工型お守りで変身する。
鉄神ガンライザー零（てつじんガンライザーゼロ）
日高見アラタが人工型お守りで変身した姿。初めから黒いフォームで出現する。
鉄神ガンライザーZERO（てつじんガンライザーゼロ）
時雨がお守りを天にかざし変身する。
モッコ
鳳音寺が操るもののけ。人型の紙に取り憑き人間を襲う。
名前の由来は岩手の方言で「お化け」を意味することから。
式神
鳳音寺が操る全身黒づくめのもののけ。決定的なダメージを食らわない限り、すぐに復活して戦いを再開する。
ゴシャーグ
人間に憑りつくもののけ。NEOサーガでは日高見岩洞に憑依した。名前の由来は岩手の方言で腹を立てるの意味の「ごしゃぐ」から。